# Hármas-hegyi-átjáróbarlang
A Hármas-hegyi-átjáróbarlang a Tihanyi-félszigeten, a Balaton-felvidéki Nemzeti Park területén található egyik barlang.

## Leírás
Az Aranyház DK-i szomszédságában lévő forráskúpmező É-i részében, az Aranyháztól 150 m-re K-re található. Megkönnyíti a megtalálást a tőle 20 m-re DNy-ra lévő, bánya által kipreparált, csak két sarkán támaszkodó, 2,5 m magas, több tonnás gejzirit-ingókő. A bejárat kb. 180 m tengerszint feletti magasságban helyezkedik el.
Mint átjáróbarlangnak, két bejárata van. Az egyik ÉK felé néz, 1,4 m magas és 3,5 m széles, a másik D-re néz, 1,5 m magas és 4,3 m széles. Az ÉK-i bejárat 7 m széles, 2 m magas, 1 m beugrású sziklaeresz alá nyílik, így ennek méretei is hozzátartoznak a barlanghoz. Mindkét bejárat mögött bemélyedés található a barlang alján, a középső zónában pedig egy inkassziós halom. E halom felett a mennyezeten hidrotermálisan oldott 2,5 m magas kürtő helyezkedik el. A barlang két bejárat közti hossza 6,5 m, átlagos szélessége 2,5 m, közepes magassága 1,5 m, térfogata hozzávetőleg 25 m³.
A barlangot magába foglaló kőzet többségében alig kovás forrásvízi mészkő, melyet nagyjából középmagasságban 20°/280° dőlésű, lemezes, meszes hidrokvarcit oszt meg. A lemezes rétegek feküjében a forrásmészkő könnyen porló, meszes kőzetlisztbe megy át. Oldásos formák a falak magasabb részén és a mennyezeten láthatók, az alsó régiókban az inkasszió jellemző. Több helyen látszik a mesterséges tágítás nyoma. A barlang teljesen száraz, poros. Ásatása, bár lehetséges, de nem látszik célszerűnek.
Tihanyi mércével számolva a nagyobb barlangok közé tartozik, de kieső, nehezen megtalálható elhelyezkedése miatt jelentősége kicsi. A kőfejtő működése idején alkalmi pihenő- és raktárhelyiségnek számított, mint néhány régi szerszámmaradvány mutatja azt.
1983-ban volt először Hármas-hegyi-átjáróbarlangnak nevezve a barlang az irodalmában. Előfordul a barlang az irodalmában 2/3-barlang (Eszterhás 1984) és Hármas-hegyi-átjáró (Eszterhás 1984) neveken is.

## Kutatástörténet
A kőfejtő munkások által bizonyára korábban is ismert és használt barlangot először Halász Árpád (1959, 1967) említette. Leírta morfológiáját, geológiáját, barlangtérkép-vázlatot és fényképet készített róla. Kataszterező munkája során Eszterhás István 1983-ban írta le a barlang fő alapadatait. A barlang közelében még néhány kisebb, barlangméretet meg nem haladó, hidrotermális oldódással keletkezett üreg található. Halász Árpád 1967-ben ezek közül is említett egyet.
Az 1984-ben megjelent, Lista a Bakony barlangjairól című összeállításban Hármas-hegyi-átjáró a 4463-as barlangkataszteri területen, a Tihanyi-félszigeten, Tihanyban lévő barlang neve, amelynek további nevei Hármas-hegyi-átjáróbarlang és 2/3-barlang. A posztvulkánikus barlang 6×3 m-es és 2 m magas.
Az Eszterhás István által 1989-ben írt, Magyarország nemkarsztos barlangjainak listája című kéziratban az olvasható, hogy a Bakony hegységben, a 4463-as barlangkataszteri területen, Tihanyban lévő Hármas-hegyi-átjáróbarlang gejziritben alakult ki. A barlang 6,5 m hosszú és 1,5 m magas. A listában meg van említve az a Magyarországon, nem karsztkőzetben kialakult, létrehozott 220 objektum (203 barlang és 17 mesterséges üreg), amelyek 1989. év végéig váltak ismertté. Magyarországon 40 barlang keletkezett gejziritben. Az összeállítás szerint Kordos László 1984-ben kiadott barlanglistájában fel van sorolva 119 olyan barlang is, amelyek nem karsztkőzetben jöttek létre.
Az Eszterhás István által 1993-ban írt, Magyarország nemkarsztos barlangjainak lajstroma című kéziratban meg van említve, hogy a Bakony hegységben, a 4463-as barlangkataszteri területen, Tihanyban helyezkedik el a Hármas-hegyi-átjáróbarlang. A gejziritben keletkezett barlang 6,5 m hosszú és 1,5 m magas. Az összeállításban fel van sorolva az a Magyarországon, nem karsztkőzetben kialakult, létrehozott 520 objektum (478 barlang és 42 mesterséges üreg), amelyek 1993 végéig ismertté váltak. Magyarországon 40 barlang, illetve mesterségesen létrehozott, barlangnak nevezett üreg alakult ki, lett kialakítva gejziritben. A Bakony hegységben 123 barlang jött létre nem karsztkőzetben. A 2001. november 12-én készült, Magyarország nemkarsztos barlangjainak irodalomjegyzéke című kézirat barlangnévmutatójában szerepel a Hármas-hegyi-átjáróbarlang. A barlangnévmutatóban fel van sorolva 8 irodalmi mű, amelyek foglalkoznak a barlanggal.

## További irodalom
- Eszterhás István: A Tihanyi-félsziget barlangkatasztere. Kézirat, 1984. (A kézirat megtalálható a Magyar Karszt- és Barlangkutató Társulat Adattárában és a KvVM Barlang- és Földtani Osztályon.) (Néhány oldallal és fényképpel bővebb, mint az 1987-es nyomtatott változat.)
- Eszterhás István: A Bakony nemkarsztos barlangjainak genotipusai és kataszteri jegyzéke. Kézirat. Budapest, 1986. Szerződéses munka az Országos Környezet- és Természetvédelmi Hivatalnak.
- Halász Árpád: A tihanyi gejziritek barlangüregei. Kézirat. Balatonfüred, 1959. (A kézirat megtalálható Zákonyi Ferenc magánkönyvtárában.)
- Halász Árpád: Jelentés a Tihanyi-félsziget barlangjainak tanulmányozásáról. Kézirat, 1967. (A kézirat megtalálható a Magyar Karszt- és Barlangkutató Társulat Adattárában.)